# Tjalling Koopmans
 (décembre 2018).
Si vous disposez d'ouvrages ou d'articles de référence ou si vous connaissez des sites web de qualité traitant du thème abordé ici, merci de compléter l'article en donnant les références utiles à sa vérifiabilité et en les liant à la section « Notes et références ».
Tjalling Charles Koopmans (28 août 1910 - 26 février 1985) est un économiste néerlandais, spécialiste de l'économie mathématique, qui reçut le Prix de la Banque de Suède en 1975 avec Leonid Kantorovitch.

## Biographie
Il est d'abord étudiant en physique à l'Université d'Utrecht. Mais il s’oriente rapidement vers l’économie, impressionné par les effets de la Grande Dépression de 1929 sur l’économie de son pays, les Pays-Bas.
En 1933, il entre au département de mathématiques appliquées à l’économie de l’Université d’Amsterdam, dirigé à l'époque par Jan Tinbergen. Il succèdera à ce dernier à l’École d’économie de Rotterdam, puis à la Société des Nations à Genève, comme conseiller économique.
Lorsque les Pays-Bas sont envahis par l’Allemagne nazie, il se réfugie aux États-Unis et prend la nationalité américaine en 1946. C'est aux États-Unis qu'il publie ses principaux travaux au Combined Shipping Adjustment Board, puis à l’université de Chicago, à la Cowles Commission for Research in Economics, et enfin, à partir de 1955, à l’université Yale, où il rencontre James Tobin.

## Principaux travaux
Les premiers travaux de Koopmans concernent un problème complexe de réorganisation du transport maritime en temps de guerre. Il va chercher à le résoudre par la technique d’analyse d’activité, ce qui l'amène à perfectionner la programmation linéaire, parallèlement et indépendamment de Leonid Kantorovitch.
Koopmans s’investit ensuite dans la recherche sur l’allocation optimale des ressources au niveau macroéconomique. Il élabore alors une théorie d’analyse de l’activité à partir d’un choix sous contraintes, permettant de clarifier le rapport liant production efficace et système de prix. Cette nouvelle perspective rompt avec l'approche classique qui comprenait la relation inputs/outputs sous l’angle d’une fonction de production. Elle peut alors servir de base aux décisions d’investissement et permet de compléter le modèle d’équilibre général d’Arrow-Debreu.
Dans les années 1960, Koopmans s’employa aussi à développer des techniques d’optimisation dans l’offre de matières énergétiques.
En physique il est connu pour son travail sur la méthode de Hartree-Fock, pour laquelle il a démontré le théorème de Koopmans, toujours employé en chimie quantique.

## Récompenses
En 1975, Tjalling Koopmans reçoit le Prix de la Banque de Suède avec Leonid Kantorovitch.

## Principales publications
- (en) On the description and comparison of economic systems, 1971, A. Eckstein, Berkeley, University of California Press, p. 27-78
- (en) Scientific papers of Tjalling C. Koopmans, 1970.
- (en) Three essays on the state of economic science, 1957, traduction française chez Dunod
- (en) Optimum utilization of the transportation system, 1949, Proceedings of the International statistical conferences, vol. 5 (1947), 136-45, reproduit dans Supplément to Econometrica 17, juillet, 136-46
- (en) Exchange ratios between cargoes on various routes (non-refrigerating dry cargoes), 1970, memorandum pour le Combined Shipping Adjustment Board, Washington, 1942, reproduit dans Scientific papers, Springer Verlag, , p. 77-86